# Copa da Rússia de Voleibol Feminino
A Copa da Rússia de Voleibol Feminino é o segundo maior torneio do voleibol feminino da Rússia. Foi disputado pela primeira vez em 1993, substituindo a antiga Copa Soviética e teve como campeão o CMS Chelyabinsk.

## Vencedores
| Ano  | Campeão               | Placar                                    | Vice-campeão         |
| ---- | --------------------- | ----------------------------------------- | -------------------- |
| 1993 | CMS Chelyabinsk       |                                           | Dínamo Krasnodar     |
| 1994 | Dínamo Krasnodar      |                                           | Metar Chelyabinsk    |
| 1995 | Zaretche Odintsovo    |                                           | Metar Chelyabinsk    |
| 1996 | Metar Chelyabinsk     | 3 - 1 (?)                                 | Zaretche Odintsovo   |
| 1997 | Metar Chelyabinsk     | 3 - 2 (15-8, 14-16, 2-15, 15-12, 15-10)   | CSKA Moscou          |
| 1998 | CSKA Moscou           |                                           | Iskra Samara         |
| 1999 | AES Balakovo          | 3 - 1 (?)                                 | CSKA Moscou          |
| 2000 | Iskra Samara          | 3 - 2 (?)                                 | CSKA Moscou          |
| 2001 | CSKA Moscou           | 3 - 1 (25-18, 23-25, 25-17, 25-22)        | Stinol Lipetsk       |
| 2002 | Zaretche Odintsovo    | 3 - 0 (-)                                 | Samorodok Khabarovsk |
| 2003 | Zaretche Odintsovo    | 3 - 0 (25-20, 25-22, 25-20)               | CSKA Moscou          |
| 2004 | Zaretche Odintsovo    | 3 - 1 (25-23, 25-21, 18-25, 25-21)        | Dinamo Moscou        |
| 2005 | CSKA Moscou           | 3 - 2 (13-25, 22-25, 25-19, 25-14, 15-12) | Samorodok Khabarovsk |
| 2006 | Zaretche Odintsovo    | 3 - 0 (25-23, 30-28, 25-21)               | CSKA Moscou          |
| 2007 | Zaretche Odintsovo    | 3 - 2 (20-25, 24-26, 25-23, 25-19, 15-13) | Dinamo Moscou        |
| 2008 | Universidade Belgorod | 3 - 1 (25-21, 25-19, 16-25, 25-21)        | Dinamo Moscou        |
| 2009 | Dinamo Moscou         | 3 - 2 (25-20, 25-17, 19-25, 20-25, 15-11) | Zaretche Odintsovo   |
| 2010 | Dinamo Kazan          | 3 - 0 (25-13, 25-18, 25-22)               | Dínamo Krasnodar     |
| 2011 | Dinamo Moscou         | 3 - 1 (31-29, 15-25, 28-26, 25-23)        | Dinamo Kazan         |
| 2012 | Dinamo Kazan          | 3 - 0 (25-15, 25-17, 25-21)               | Dinamo Moscou        |
| 2013 | Dinamo Moscou         | 3 - 1 (25-22, 23-25, 25-23, 25-22)        | Dinamo Kazan         |
| 2014 | Dínamo Krasnodar      | 3 - 2 (26-28, 25-22, 25-20, 19-25, 15-11) | Omitchka Omsk        |
| 2015 | Dínamo Krasnodar      | 3 - 1 (25-21, 19-25, 25-22, 25-16)        | Dinamo Kazan         |
| 2016 | Dinamo Kazan          | 3 - 1 (25-23, 25-20, 26-28, 25-15)        | Dinamo Moscou        |
| 2017 | Dinamo Kazan          | 3 - 0 (25-20, 25-18, 25-20)               | Yenisey Krasnoyarsk  |
| 2018 | Dinamo Moscou         | 3 - 0 (25-11, 25-17, 25-13)               | Yenisey Krasnoyarsk  |

## Títulos por clube
| Clube                 | Títulos | Cidade      | Ano                                |
| --------------------- | ------- | ----------- | ---------------------------------- |
| Zaretche Odintsovo    | 6       | Odintsovo   | 1995, 2002, 2003, 2004, 2006, 2007 |
| Dinamo Moscou         | 4       | Moscou      | 2009, 2011, 2013, 2018             |
| Dinamo Kazan          | 4       | Kazan       | 2010, 2012,2016, 2017              |
| Avtodor-Metar         | 3       | Cheliabinsk | 1993, 1996, 1997                   |
| Dínamo Krasnodar      | 3       | Krasnodar   | 1994, 2014, 2015                   |
| CSKA Moscou           | 3       | Moscou      | 1998, 2001, 2005                   |
| Proton Balakovo       | 1       | Balakovo    | 1999                               |
| Iskra Samara          | 1       | Samara      | 2000                               |
| Universidade Belgorod | 1       | Belgorod    | 2008                               |